# Clã
Clã [klɐ̃] (portugiesisch clã, „Clan“) ist eine seit 1992 bestehende portugiesische Rock-/Popband.

## Geschichte
1992 fanden sich in Porto die sechs Musiker Manuela Azevedo, Hélder Gonçalves, Miguel Ferreira, Pedro Biscaia, Pedro Rito und Fernando Gonçalves zusammen und unterzeichneten 1995 einen Plattenvertrag mit EMI beim portugiesischen Label Valentim de Carvalho. 1996 veröffentlichten sie ihr erstes Album namens LusoQUALQUERcoisa.
Nach ihrem zweiten Album, Kazoo, gingen sie auf Welttournee und hatten ihre ersten Auftritte außerhalb von Portugal in Brasilien. Seitdem hat sich die Band im portugiesischsprachigen Raum etabliert und erreichte mit ihrem neuesten Album Disco Voador Platz 2 der portugiesischen Charts.

## Diskografie

### Studioalben
| Jahr | Titel            | Höchstplatzierung, Gesamtwochen, AuszeichnungChartsChartplatzierungen (Jahr, Titel, Platzierungen, Wochen, Auszeichnungen, Anmerkungen) | Anmerkungen |
| Jahr | Titel            | PT | Anmerkungen |
| ---- | ---------------- | --- | ----------- |
| 2004 | Rosa carne       | PT6 (8 Wo.)PT |             |
| 2007 | Cintura          | PT6 Gold · (6 Wo.)PT |             |
| 2011 | Disco voador     | PT2 ×4Vierfachplatin · (13 Wo.)PT |             |
| 2014 | Corrente         | PT10 (5 Wo.)PT |             |
| 2016 | O melhor dos Clã | PT19 (4 Wo.)PT |             |
| 2020 | Véspera          | PT1 (14 Wo.)PT |             |

Weitere Studioalben
- 1996: LusoQUALQUERcoisa
- 1997: Kazoo
- 2000: Lustro

### Livealben
| Jahr | Titel | Höchstplatzierung, Gesamtwochen, AuszeichnungChartsChartplatzierungen (Jahr, Titel, Platzierungen, Wochen, Auszeichnungen, Anmerkungen) | Anmerkungen |
| Jahr | Titel | PT | Anmerkungen |
| ---- | ----- | --- | ----------- |
| 2005 | Vivo  | PT4 Gold · (9 Wo.)PT |             |

Weitere Livealben
- 2001: Afinidades